# 金切什·蒂博尔
金切什·蒂博尔（匈牙利語：Kincses Tibor，1960年2月12日—2025年6月9日），匈牙利男子柔道运动员。他曾代表匈牙利参加1980年夏季奥林匹克运动会柔道比赛，获得男子60公斤级铜牌。